# Saint-Laurent (Górna Sabaudia)
Saint-Laurent – miejscowość i gmina we Francji, w regionie Owernia-Rodan-Alpy, w departamencie Górna Sabaudia.
Według danych na rok 1990 gminę zamieszkiwało 430 osób, a gęstość zaludnienia wynosiła 39 osób/km² (wśród 2880 gmin regionu Rodan-Alpy Saint-Laurent plasuje się na 1207. miejscu pod względem liczby ludności, natomiast pod względem powierzchni na miejscu 1047.).